# Belgrado-Banja Luka 2023
La Belgrado-Banja Luka 2023, diciassettesima edizione della corsa e valida come prova del circuito UCI Europe Tour 2023 categoria 2.2, si svolse in quattro tappe dal 19 al 22 aprile su un percorso di 592 km, con partenza da Belgrado, in Serbia, e arrivo a Banja Luka, in Bosnia ed Erzegovina. La vittoria fu appannaggio dello sloveno Gregor Matija Černe, che completò il percorso in 12h12'51", precedendo il romeno Eduard Michael Grosu ed il polacco Bartosz Rudyk.

## Tappe
| Tappa  | Data      | Percorso                   | km    | Vincitore di tappa | Leader cl. generale  |
| ------ | --------- | -------------------------- | ----- | ------------------ | -------------------- |
| 1ª     | 19 aprile | Belgrado (SRB) > Bijeljina | 140   | Bartosz Rudyk      | Bartosz Rudyk        |
| 2ª     | 20 aprile | Bijeljina > Vlasenica      | 123   | Enrico Zanoncello  | Enrico Zanoncello    |
| 3ª     | 21 aprile | Doboj > Prijedor           | 165,5 | Filippo Fortin     | Eduard Michael Grosu |
| 4ª     | 22 aprile | Novi Grad > Banja Luka     | 164   | Kristjan Hočevar   | Gregor Matija Černe  |
| Totale | Totale    | Totale                     | 569   |                    |                      |

## Dettagli delle tappe

### 1ª tappa
- 19 aprile: Belgrado (Serbia) > Bijeljina – 140 km

Risultati
| Pos. | Corridore        | Squadra     | Tempo    |
| ---- | ---------------- | ----------- | -------- |
| 1    | Bartosz Rudyk    | Voster      | 3h18'45" |
| 2    | Lorenzo Conforti | Gr. Project | s.t.     |
| 3    | Attilio Viviani  | Corratec    | s.t.     |

| Pos. | Corridore        | Squadra     | Tempo    |
| ---- | ---------------- | ----------- | -------- |
| 1    | Bartosz Rudyk    | Voster      | 3h18'35" |
| 2    | Lorenzo Conforti | Gr. Project | a 4"     |
| 3    | Attilio Viviani  | Corratec    | a 6"     |

### 2ª tappa
- 20 aprile: Bijeljina > Vlasenica - 123 km

Risultati
| Pos. | Corridore         | Squadra     | Tempo    |
| ---- | ----------------- | ----------- | -------- |
| 1    | Enrico Zanoncello | Gr. Project | 2h54'30" |
| 2    | Eduard M. Grosu   | HRE         | s.t.     |
| 3    | Viktor Potočki    | Hrinkow     | s.t.     |

| Pos. | Corridore         | Squadra     | Tempo    |
| ---- | ----------------- | ----------- | -------- |
| 1    | Enrico Zanoncello | Gr. Project | 6h13'05" |
| 2    | Bartosz Rudyk     | Voster      | a 2"     |
| 3    | Eduard M. Grosu   | HRE         | a 4"     |

### 3ª tappa
- 21 aprile: Doboj > Prijedor – 165,5 km

Risultati
| Pos. | Corridore         | Squadra | Tempo    |
| ---- | ----------------- | ------- | -------- |
| 1    | Filippo Fortin    | Maloja  | 2h53'20" |
| 2    | Eduard M. Grosu   | HRE     | s.t.     |
| 3    | Fabian Steininger | Maloja  | s.t.     |

| Pos. | Corridore         | Squadra     | Tempo    |
| ---- | ----------------- | ----------- | -------- |
| 1    | Eduard M. Grosu   | HRE         | 9h06'23" |
| 2    | Enrico Zanoncello | Gr. Project | a 2"     |
| 3    | Bartosz Rudyk     | Voster      | a 4"     |

### 4ª tappa
- 22 aprile: Novi Grad > Banja Luka – 164 km

Risultati
| Pos. | Corridore        | Squadra     | Tempo    |
| ---- | ---------------- | ----------- | -------- |
| 1    | Kristjan Hočevar | Adria Mobil | 3h06'20" |
| 2    | Gregor M. Černe  | mebloJOGI   | s.t.     |
| 3    | Bartosz Rudyk    | Voster      | a 14"    |

| Pos. | Corridore       | Squadra   | Tempo     |
| ---- | --------------- | --------- | --------- |
| 1    | Gregor M. Černe | mebloJOGI | 12h12'51" |
| 2    | Eduard M. Grosu | HRE       | a 6"      |
| 3    | Bartosz Rudyk   | Voster    | s.t.      |

## Classifiche finali

### Classifica generale
| Pos. | Corridore         | Squadra     | Tempo     |
| ---- | ----------------- | ----------- | --------- |
| 1    | Gregor M. Černe   | mebloJOGI   | 12h12'51" |
| 2    | Eduard M. Grosu   | HRE         | a 6"      |
| 3    | Bartosz Rudyk     | Voster      | s.t.      |
| 4    | Enrico Zanoncello | Gr. Project | a 8"      |
| 5    | Filippo Fortin    | Maloja      | a 10"     |
| 6    | Viktor Potočki    | Ljubljana   | a 14"     |
| 7    | Lorenzo Conforti  | Gr. Project | s.t.      |
| 8    | Patryk Stosz      | Voster      | a 18"     |
| 9    | Riccardo Verza    | Hrinkow     | a 20"     |
| 10   | Marcin Budziński  | HRE         | s.t.      |